# Glacier des Bossons

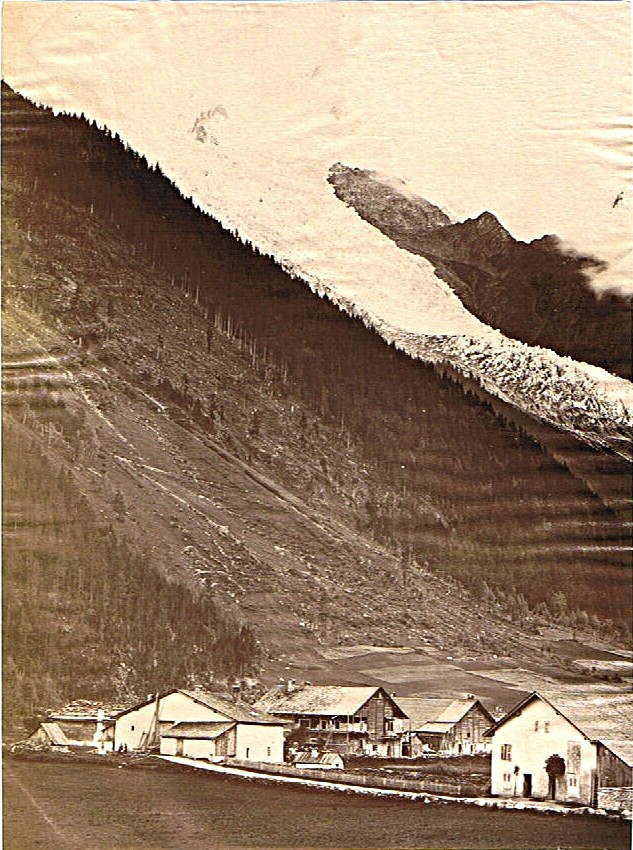
Glacier des Bossons 1890

Blick auf den Glacier des Bossons, 1910

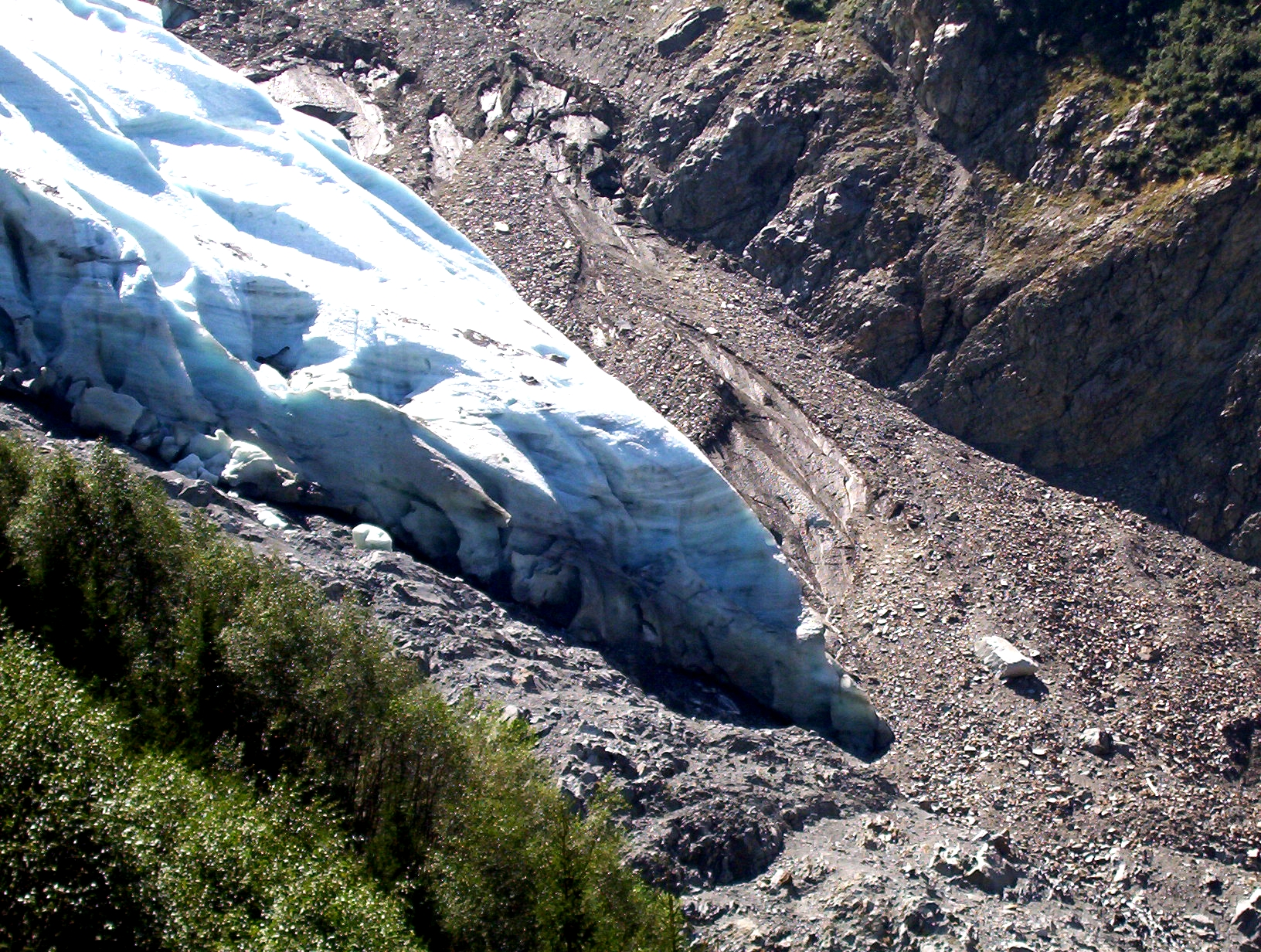
Gletscherzunge des Glacier des Bossons aus blankem Eis mit relativ scharfen Konturen (August 2003)

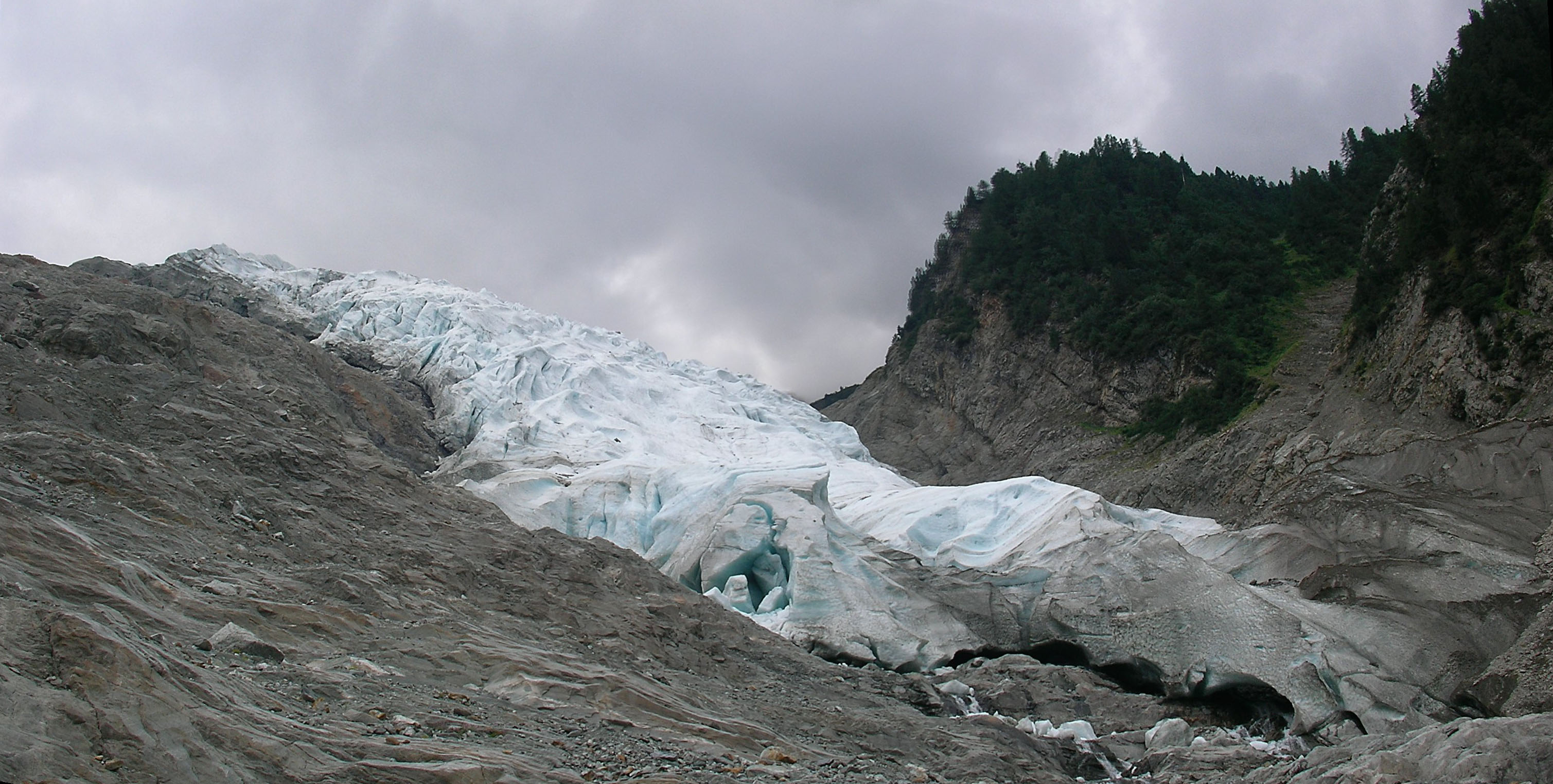
Gletscherzunge des Glacier des Bossons September 2006

Der Glacier des Bossons ist ein Gletscher im Arvetal im französischen Département Haute-Savoie nahe Chamonix. Sein Name stammt vom Dorf Les Bossons, das unterhalb des Gletschers liegt. Er fließt, Stand 2008, an der Nordflanke des Mont Blanc bis auf etwa 1400 m Höhe über dem Meeresspiegel herab. Ende des 19. Jahrhunderts reichte er noch bis ins Tal, das auf 1050 m liegt. Seine Zunge ist trotz des Rückgangs immer noch die tiefstgelegene in den Alpen.
Im Nährgebiet des Gletschers am Mont-Blanc-Massiv kollidierte am 3. November 1950 bei Air-India-Flug 245 eine Lockheed L-749 Constellation, die den Namen „Malabar Princess“ trug, mit dem Montblanc-Vorgipfel Rochers de la Tournette. Alle 48 Passagiere starben. Über 15 Jahre später prallte am 24. Januar 1966 eine Boeing 707 erneut der Air India bei Flug 101 knapp unterhalb des Gipfels an den Gletscher. Alle 106 Passagiere an Bord, unter ihnen der indische Kernphysiker Homi Jehangir Bhabha sowie die 11 Besatzungsmitglieder kamen ums Leben.
Bis heute werden im Bereich Gletschers immer noch Funde gemacht, die von diesen beiden Unglücken stammen:
- Im Jahr 1986 fand Christian Mollier, der damalige Betreiber des „Chalet du Glacier“, einer bewirtschafteten Berghütte am Fuß des Gletschers auf 1.425 m Höhe, vor dem Chalet auf dem Gletscher ein Rad des Fahrwerks der im November 1950 verunglückten „Malabar Princess“. Das gefundene Rad war vom Gletscher 36 Jahre lang talwärts getragen worden. Es ist jetzt im „Chalet du Glacier“ ausgestellt.[3]
- Im Jahr 2008 fand ein Bergsteiger mehrere indische Zeitungen, die vom 23. Januar 1966 stammten.
- Am 8. September 2012 wurde ein Postsack mit Diplomatenpost des indischen Außenministeriums geborgen und an die indische Botschaft in Paris weitergegeben, der dem Air-India-Flug 101 von 1966 zugeordnet werden konnte und somit über 46 Jahre nach dem Unglück wieder auftauchte.[4]
- Im September 2013 fand ein französischer Bergsteiger auf dem Gletscher einen kleinen Metallbehälter mit der Gravur Made in India. Dieser enthielt Saphire, Rubine und Smaragde im Wert von mehreren 100.000 €, die vermutlich einem der Passagiere des Air-India-Flug 101 gehört hatten und für einen Empfänger in London bestimmt gewesen waren.[5]
- Am 22. Juni 2014 fand ein französischer Bergsteiger eine Kamera, die einem der Flugzeuginsassen gehörte. Der Film in der Kamera war allerdings zu stark beschädigt, um daraus Fotos entwickeln zu können.
- Im Juli 2017 fand ein französischer Schatzsucher auf dem Glacier des Bossons eine mumifizierte Hand sowie einen Teil eines Oberschenkels.[6]